# Lucas Martin Matthysse
Lucas Martin Matthysse (ur. 27 września 1982 w Trelew) – argentyński bokser kategorii junior półśredniej.

## Kariera zawodowa
Matthysse zadebiutował 4 czerwca 2004 roku. Do końca 2009 roku stoczył 25 wygranych walk, zdobywając pas WBO Latino, który kilkukrotnie obronił.
20 lutego 2010 roku zmierzył się z byłym mistrzem świata wagi junior półśredniej, Vivianem Harrisem. Matthyse znokautował Gujańczyka w 4 rundzie. 6 listopada zmierzył się w 12 rundowej walce z Zabem Judahem. Matthysse uległ niejednogłośnie na punkty (113:114, 113:114, 114:113) i doznał pierwszej porażki w karierze. Wynik walki został uznany za kontrowersyjny, ponieważ to Matthysse był lepszy i doprowadził nawet do liczenia Judaha w rundzie 10.
21 stycznia 2011 roku zmierzył się z DeMarcusem Corleyem, który był w przeszłości mistrzem świata w kategorii junior półśredniej. Matthysse zwyciężył przez TKO w 8 rundzie, aż 8 razy doprowadzając do liczenia Amerykanina.
8 września 2012 roku zmierzył się ze świetnym Nigeryjczykiem Ajose Olusegunem. Stawką walki było tymczasowe mistrzostwo świata WBC w wadze junior półśredniej. Matthysse zwyciężył po świetnym widowisku, stopując Oluseguna w 10 rundzie.
26 stycznia 2013 roku w pierwszej obronie pasa zmierzył się z Mikiem Dallasem Juniorem. Argentyńczyk zwyciężył przez nokaut w pierwszej rundzie i obronił tymczasowy pas.
18 maja 2013 r. Lucas Martin Matthysse zmierzył się z Lamontem Petersonem. Pierwotnie miało dojść do unifikacji pasów mistrzowskich, jednak obozy obu zawodników doszły później do porozumienia, na mocy którego bez względu na wynik pojedynku obaj pięściarze zachowają swoje tytuły. Zabieg ten spowodował podwyższenie umownego limitu wagowego na 141 funtów (z 140 funtów charakterystycznych dla wagi lekko półśredniej). Matthysse zwyciężył przez TKO w 3 rundzie (po trzecim knockdownie Petersona - wcześniej liczony był dwukrotnie).
Na 14 września 2013 r. zakontraktowany został pojedynek pomiędzy Lucasem Martinem Matthysse a Danym Garcią w ramach którego zwycięzca zunifikuje pasy mistrzowskie WBC i WBA Super World wagi lekko półśredniej. Walka odbędzie się na gali w Las Vegas (MGM Grand), której główną atrakcją będzie pojedynek Floyda Mayweathera Jr. z Saulem Alvarezem. Spodziewany jest rekord wszech czasów sprzedaży PPV.
18 kwietnia 2015 w  nowojorskiej Veronie wygrał niejednogłośnie na punkty 115:113, 115:113 i 114:114 z Rosjaninem Rusłanem Prowodnikowem (24-4, 17 KO)
27 stycznia 2018 w Inglewood pokonał przez nokaut w ósmej rundzie  Tajlandczyka Tewa Kirama (38-1, 28 KO), zdobywając wakujący pas WBA  Regular wagi półśredniej.
15 lipca 2018 w Kuala Lumpur w Malezji w pierwszej obronie należący do Argentyńczyka regularny pas WBA w wadze półśredniej przegrał przez techniczny nokaut w siódmej rundzie z Filipińczykiem Mannym Pacquiao (60-7-2, 39 KO). 